# 1638
1638. је била проста година.

## Догађаји

### Август
- 22. август — Битка код Гетарије

### Новембар
- 15. новембар - 25. децембар — Пад Багдада (1638)